# Craig Monk
Craig John Monk (ur. 23 maja 1967 w Stratford) – nowozelandzki żeglarz sportowy. Brązowy medalista olimpijski z Barcelony.
Brał udział w dwóch igrzyskach (IO 92, IO 96). W 1992 zajął trzecie miejsce w klasie Finn, cztery lata później był trzynasty. W późniejszych latach startował m.in. w klasie Star, był w niej w 2009 wicemistrzem świata.